# Kumulierter Energieverbrauch
Der Kumulierte Energieverbrauch (KEV) ist ein anwendungsorientierter Entscheidungs- und Bewertungsindikator für Dienstleistungen und Güter im Sinne der Nachhaltigkeit. Häufig wird diese praktikable und aussagekräftige Kenngröße zum Vergleich von energieaufwändigen Technologien hinzugezogen. Sie gibt Auskünfte über die Energieintensität von Dienstleistungen und Produkten und hilft, eine fundierte Auswahl mit dieser Basis zu treffen. Dabei umfasst der KEV die Bilanzierung der Primärenergien von der Herstellung der Produkte bzw. Dienstleistungen bis zu deren Nutzung. „Somit ist der KEV ein orientierendes Maß für die energiebedingten Umweltbelastungen“.

## Definition KEV nach dem Umweltbundesamt und Abgrenzung zum KEA
Der kumulierte Energie-Verbrauch (KEV) setzt sich aus der Summe aller Primärenergien zusammen, die im Herstellungs- und Nutzungsprozess eines Produktes oder einer Dienstleistung inklusiver aller Vorketten abzüglich der stofflich genutzten Energieträger wie Holz für Bauzwecke oder Erdöl für  Kunststoffen etc. Eine Verbuchung der stofflichen Aufwendungen findet dabei nicht im KEV statt, sondern in einer gesonderten Rohstoffbilanz, in der die Massen erfasst werden. Auch zählen die Entsorgungskosten nicht zu den im KEV erfassten Größen. Formeltechnisch ist der KEV wie folgt zu berechnen:
KEV = ∑ aller Primärenergien zur Herstellungs- und Nutzungszwecken inkl. Vorketten − ∑ aller stofflich genutzten Energieträger
Der wesentliche Unterschied zum kumulierten Energieaufwand (KEA) besteht nach der VDI-Richtlinie 4600 darin, dass nur eine Einbeziehung von tatsächlich genutzten bzw. „verbrauchten“ Energiemengen stattfindet. Im KEA werden folglich auch die stofflich genutzten Energiemengen sowie Entsorgungsaufwendungen bzw. Gutschriften für Energierückgewinnung (z. B. Verbrennung von Altholz in Biomasseverbrennungsanlagen) mitbetrachtet, da Energiemengen gefördert bzw. bereitgestellt werden müssen und den Heizwert der finalen Leistung erhöhen.

## Beispielanwendungen in der Praxis
- KEV als Entscheidungsparameter bei der nachhaltigen Sanierung von Wohngebäuden
- KEV als Bewertungsindikator für nachhaltiges Bauen und Wohnen sowie für nachhaltigen Konsum
- Vergleich von Glühlampen und Kompaktleuchtstofflampen
- Vergleich von Waschmaschinen mit / ohne Warmwasseranschluss
- Diskussion von verschiedenen Wegen der Hausmüllentsorgung
- KEV als Entscheidungsparameter in Solarsiedlungen
- Nahrungsmittelproduktion in der Landwirtschaft, z. B. Brotproduktion
- Verkehrsbewertung von Personennahverkehr und Güterferntransporten
- Kumulierter Energieverbrauch und Erntefaktoren von Photovoltaik-Systemen[2]

## Beispiele relevanter KEV-Größenordnungen
- Der KEV öffentlicher Verkehrsmittel ist nur etwa halb so groß wie die der PKW (bei mittlerer Auslastung)
- Der Anteil der Fahrzeugbereitstellung am KEV liegt bei Bussen und PKW bei 13 %, bei Straßenbahnen bei rund 4 %[1]
- KEV Glühlampe (GL) / Kompaktleuchtstofflampe (KL) (Annahmen: gleiche Lichtstärke, Lebensdauer KL = 1500 h sowie GL = 1000 h):[1]

|                         | GL    | KL    | 15 Glühlampen |
| ----------------------- | ----- | ----- | ------------- |
| KEV (Herstellung) in GJ | 0,003 | 0,014 | 0,045         |
| KEV (Nutzung) in GJ     | 1,145 | 3,344 | 17,175        |
| KEV (Gesamt) in GJ      | 1,148 | 3,448 | 17,220        |

- KEV eines Photovoltaik-Moduls (η = 15,5 % und Monostruktur des Siliziums) in etwa 11000 kWh/kWp
- KEV eines Photovoltaik-Moduls (η = 13,5 % und Multistruktur des Siliziums) in etwa 7500 kWh/kWp[2]